# Konduixski Pogost
Konduixski Pogost (en rus: Кондушский Погостршево) és un poble de l'óblast de Vólogda, a Rússia, que el 2002 tenia 110 habitants, pertany al districte de Vítegra.